# Сатурн (премія, 1998)
24-а церемонія вручення нагород премії «Сатурн» за заслуги в царині кінофантастики, зокрема в галузі наукової фантастики, фентезі та жахів за 1997 рік, яка відбулася 10 червня 1998 року.

## Лауреати і номінанти
Нижче наведено повний список номінантів та переможців. Переможці виділені жирним шрифтом.

### Фільми
| Найкращий актор | Найкраща акторка |
| --- | --- |
| - Пірс Броснан – за роль Джеймса Бонда у фільмі Завтра не помре ніколи - Ніколас Кейдж – за роль Кастора Троя у фільмі Без обличчя - Кевін Костнер – за роль Листоноші у фільмі Листоноша - Аль Пачіно – за роль Джона Мілтона/Диявола у фільмі Адвокат Диявола - Вілл Сміт – за роль агента J/Джеймса Даррел Едвардса III у фільмі Люди в чорному - Джон Траволта – за роль Шона Арчера у фільмі Без обличчя        | - Джоді Фостер – за роль Елеанори Арроуей у фільмі Контакт - Нів Кемпбелл – за роль Сідні Прескот у фільмі Крик 2 - Пем Грієр – за роль Джекі Браун у фільмі Джекі Браун - Дженніфер Лопес – за роль Террі Флорес у фільмі Анаконда - Міра Сорвіно – за роль Докторки Сьюзен Тайлер у фільмі Мутанти - Сігурні Вівер – за роль Ріплі № 8 у фільмі Чужий: Воскресіння |
| Найкращий актор другого плану | Найкраща акторка другого плану |
| - Вінсент Д'Онофріо – за роль прибульця Едгара у фільмі Люди в чорному - Стів Бушемі – за роль Гарданд Грін у фільмі Повітряна тюрма - Роберт Форстер – за роль Макса Чері у фільмі Джекі Браун - Вілл Паттон – за роль генерала Віфлеєма у фільмі Листоноша - Піт Поселтвейт – за роль мисливця Роланда Тембо у фільмі Парк Юрського періоду 2: Загублений світ - Джей Ті Волш – за роль Ред Барра у фільмі Дорогою | - Глорія Стюарт – за роль Рози Доусон Келверт у фільмі Титанік - Джоан Аллен – за роль Єви Арчер у фільмі Без обличчя - Кортні Кокс – за роль Гейл Везерс у фільмі Крик 2 - Тері Гетчер – за роль Періс Карвер у фільмі Завтра не помре ніколи - Мілла Йовович – за роль Лілу у фільмі П'ятий елемент - Вайнона Райдер – за роль Анналі Колл у фільмі Чужий: Воскресіння |
| Найкращий молодий актор чи акторка | Найкращий режисер |
| - Джена Мелоун – за роль юної Еллі у фільмі Контакт - Ванесса Лі Честер – за роль Келлі Кертіс у фільмі Парк Юрського періоду 2: Загублений світ - Александр Гудвін – за роль Чуя Гавойла у фільмі Мутанти - Сем Гантінгтон – за роль Мімі-Сіку у фільмі Із джунглів у джунглі - Домінік Суейн – за роль Джемі Арчер у фільмі Без обличчя - Мара Вілсон – за роль Аннабель Грінінг у фільмі Просте бажання           | - Джон Ву – Без обличчя - Жан-П'єр Жене – Чужий: Воскресіння - Баррі Зонненфельд – Люди в чорному - Стівен Спілберг – Парк Юрського періоду 2: Загублений світ - Пол Верговен – Зоряний десант - Роберт Земекіс – Контакт |
| Найкращий костюм | Найкращі спецефекти |
| - Зоряний десант – Елен Міройнік - Чужий: Воскресіння – Боб Рінгвуд - Остін Паверс: Міжнародна людина-загадка – Діна Апель - Бетмен і Робін – Інгрід Феррін, Роберт Туртуріс - П'ятий елемент – Жан Поль Готьє - Гаттака – Колін Етвуд | - Зоряний десант – Філ Тіппет, Скотт Андерсон, Алек Гілліс, Том Вудрафф (молодший), Джон Річардсон - Чужий: Воскресіння – Питоф, Ерік Генрі, Алек Гілліс, Том Вудрафф (молодший) - Контакт – Кен Ралстон, Стівен Розенбаум, Джером Чен, Марк Холмс - П'ятий елемент – Кален Гулекас, Марк Стетсон - Парк Юрського періоду 2: Загублений світ – Денніс Мюрен, Стен Вінстон, Майкл Лантьєрі, Рендал Дутра - Люди в чорному – Ерік Бревіг, Пітер Чесні, Роб Коулмен, Рік Бейкер |
| Найкраща музика | Найкраще відеовидання |
| - Денні Ельфман – Люди в чорному - Девід Арнольд – Завтра не помре ніколи - Майкл Лоуренс Наймен – Гаттака - Джон Павелл – Без обличчя - Алан Сільвестрі – Контакт - Джозеф Вітареллі – Заповіді | - Коти не танцюють - Красуня і Чудовисько: Зачароване Різдво - Світ привидів Едварда Д. Вуда-молодшого - Пророцтво 2 - Техаська різанина бензопилою: Наступне покоління - Виконавець бажань |
| Найкращий сценарій | Найкращий фентезійний фільм |
| - Майк Верб і Майкл Коллірі – Без обличчя - Джеймс Гарт і Майкл Голденберг – Контакт - Джонатан Лемкін і Тоні Гілрой – Адвокат Диявола - Едвард Ноймайєр – Зоряний десант - Ед Соломон – Люди в чорному - Гільєрмо дель Торо і Меттью Роббінс – Мутанти | - Остін Паверс: Міжнародна людина-загадка - Бетмен і Робін - Джордж із джунглів - Геркулес - Парк Юрського періоду 2: Загублений світ - Мишаче полювання |
| Найкращий фільм жахів | Найкращий науково-фантастичний фільм |
| - Адвокат Диявола - Анаконда - Я знаю, що ви зробили минулого літа - Мутанти - Фантоми - Крик 2 | - Люди в чорному - Чужий: Воскресіння - Контакт - П'ятий елемент - Листоноша - Зоряний десант |
| Найкращий пригодницький фільм, бойовик чи трилер | Найкращий грим |
| - Таємниці Лос-Анджелеса - Дорогою - Без обличчя - Гра - Титанік - Завтра не помре ніколи | - Мутанти – Рік Лаццаріні, Гордон Дж. Сміт - Без обличчя – Девід Атертон, Кевін Ягер - Люди в чорному – Рік Бейкер, Девід Лерой Андерсон, Кетрін Джеймс - Бетмен і Робін – Ве Нілл, Джефф Доун - Спаун – Сінді Дж. Вільямс (англ. K.N.B. EFX Group Inc.) - Адвокат Диявола – Луїджі Роккетті, Ніл Марц |

### Телебачення
| Найкращий телесеріал | Найкращий телесеріал, зроблений для кабельного телебачення |
| --- | --- |
| - Баффі — переможниця вампірів (The WB) - Профайлер (NBC) - Сімпсони (Fox) - Зоряний шлях: Вояджер (UPN) - Візитер (Fox) - Цілком таємно (Fox) | - За межею можливого (Showtime) - Вавилон-5 (Syndicated) - Земля: Останній конфлікт (Syndicated) - Зоряний шлях: Глибокий космос 9 (Syndicated) - Зоряна брама: SG-1 (Showtime) - Ксена: принцеса-воїн (Syndicated) |
| Найкраща телепостановка | |
| - Сяйво (ABC) - Попелюшка (ABC) - Будинок Франкенштейна (NBC) - Вторгнення (NBC) - Провал у часі (Showtime) - Білосніжка: Страшна казка (Showtime) | |
| Найкращий телеактор | Найкраща телеакторка |
| - Стівен Вебер – Сяйво (ABC) за роль Джека Торранса - Річард Дін Андерсон – Зоряна брама: SG-1 (Showtime) за роль Джека О'Нілла - Ніколас Брендон – Баффі — переможниця вампірів (The WB) за роль Зендера Харріса - Джон Корбетт – Візитер (Fox) за роль Адама Макартура - Девід Духовни – Цілком таємно (Fox) за роль Фокса Малдера - Майкл Т. Вайс – Претендент (NBC) за роль Ярода | - Кейт Малгрю – Зоряний шлях: Вояджер (UPN) за роль Кетрін Джейнвей - Джилліан Андерсон – Цілком таємно (Fox) за роль Дейни Скаллі - Сара Мішель Геллар – Баффі — переможниця вампірів (The WB) за роль Баффі Саммерс - Джері Райан – Зоряний шлях: Вояджер (UPN) за роль Сім з дев'яти - Еллі Вокер – Профайлер (NBC) за роль Саманти Вотерс - Пета Вільсон – Її звали Нікіта (USA Network) за роль Нікіти |

### Особливі нагороди
| Нагорода                                                | Лауреати         |
| ------------------------------------------------------- | ---------------- |
| Спеціальна нагорода (Special Award)                     | • Боги і монстри |
| Нагорода імені Джорджа Пала (George Pal Memorial Award) | • Дін Девлін     |
| За досягнення в кар'єрі (Life Career Award)             | • Майкл Крайтон  |
| За досягнення в кар'єрі (Life Career Award)             | • Джеймс Карен   |
| Президентська нагорода (President’s Award)              | • Джеймс Кемерон |
| Нагорода за заслуги (Service Award)                     | • Бредлі Маркус  |
| Нагорода за заслуги (Service Award)                     | • Кевін Маркус   |